# Kamunda Tshinabu
Kamunda Tshinabu (Congo Belga, 8 de mayo de 1946) es un exfutbolista de República Democrática del Congo que jugaba en la posición de centrocampista.

## Carrera

### Club
Jugó toda su carrera con el TP Mazembe de 1966 a 1978, con el que fue campeón de liga en cuatro ocasiones, tres veces campeón de copa y dos títulos de la Copa Africana de Clubes Campeones.

### Selección nacional
Jugó para Zaire en siete ocasiones de 1970 a 1974, ganó la Copa Africana de Naciones 1972 y participó en la Copa Mundial de Fútbol de 1974.

## Logros

### Club
- Linafoot (4): 1966, 1967, 1969, 1976
- Copa de Zaire (3): 1966, 1967, 1976
- Copa Africana de Clubes Campeones (2): 1966, 1967

### Selección nacional
- Copa Africana de Naciones (1): 1974